# Diane Cluck

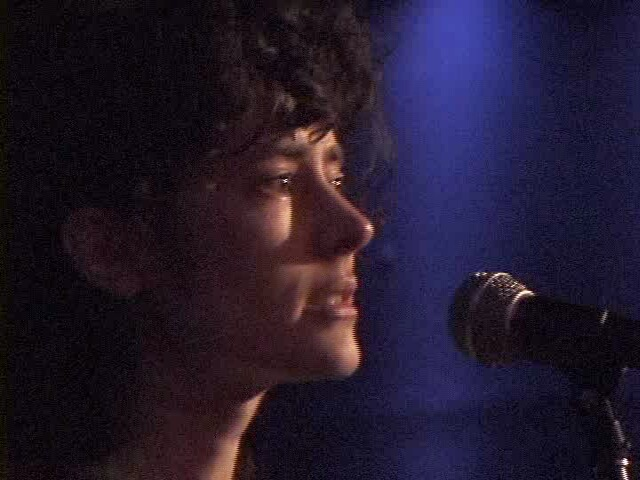
Diane Cluck

Diane Cluck (geb. in Pennsylvania) ist eine US-amerikanische Singer-Songwriterin, Komponistin und Gitarristin, die ihre Wurzeln in der New Yorker Anti-Folk-Szene hat. Seit 2007 lebt sie in dem kleinen Ort Stone Mountain im Bundesstaat Georgia.

## Leben
Diane Cluck wuchs in einer amischen Gemeinschaft in Pennsylvania auf. Bereits in jungen Jahren erlernte sie das Klavierspiel.
Anfang 2000 verließ sie die amische Gemeinschaft und zog nach Brooklyn, New York City. Dort begann sie Gitarre zu spielen und schrieb ihre ersten Songs. Sowohl das Gitarrenspiel, als auch andere Instrumente wie Harmonium, Zither, Geige und das Glockenspiel, erlernte sie autodidaktisch.
In den folgenden Jahren trat sie häufig bei den "Open-Mic-Nights" im Sidewalk Cafe, dem Treffpunkt der Anti-Folk-Szene in der New Yorker Lower East Side, auf. Sie ist mit den Casady-Schwestern von CocoRosie befreundet und ihr Album Countless Times erschien beim Label VoodooEROS, welches Bianca Casady gehört. Cluck ist auf dem CocoRosie Album Noah's Ark beim Song "Armageddon" als Background-Sängerin zu hören.

## Musikalische Entwicklung
Bisher hat sie insgesamt acht Alben aufgenommen. Ihr Song Monte Carlo ist auf der Rough Trade Compilation Anti Folk Volume 1 zu hören, wo sie mit anderen Künstlern der Anti-Folk-Szene wie z. B. Adam Green, Kimya Dawson oder Dufus zu hören ist. Musikalisch arbeitete sie u. a. mit Jeffrey Lewis, Herman Düne, David Garland und Kimya Dawson zusammen. Diane Clucks sechstes Album, Monarcana, erschien am 10. Juli 2006 beim Label Very Friendly. Monarcana ist eine Zusammenstellung von Demo-Songs, die Diane Cluck von 2001 bis 2004 zu Hause aufgenommen hat.
Im Juli 2006 tourte sie durch die USA und von Juli bis August 2006 durch Großbritannien. Im Sommer 2007 war Diane Cluck erneut in Europa auf Tour und diesmal spielte sie auch in Frankreich, Spanien, den Niederlanden und Schottland. Im Herbst 2007 tourte sie durch kleinere Cafés in den USA, mehrheitlich an der Ostküste. Im Frühling 2008 spielte sie hauptsächlich Konzerte in ihrer Heimat, den USA. Im Sommer 2008 war Diane Cluck erneut auf europaweiter Tour, die sie bis nach Nordeuropa führte, u. a. nach Schweden und Norwegen. Auf dieser Tour wurde sie erstmals musikalisch durch einen Schlagzeuger begleitet.

## Stil
Ihre Musik wird von vielen Kritikern als anspruchsvoller angesehen als die Musik anderer Anti-Folk-Musiker. Cluck spielt bei ihren Auftritten Gitarre – dies ist ihr Hauptinstrument. Auf ihren Alben spielte sie jedoch auch u. a. Klavier, Orgel, Harmonium, Xylophon, Geige, Percussion und Zither. Inspiriert ist sie von Künstlern und Komponisten wie Erik Satie und Kate Bush. In ihrer Musik benutzt sie häufig Disharmonien und ein kräftiges Gitarrenspiel.

## Diskografie
- Diane Cluck – 2000
- Macy’s Day Bird – 2001
- Black With Green Leaves – 2002
- Oh Vanille/Ova Nil – 2003
- Countless Times – 2005
- Monarcana – Demo-Aufnahmen, die sie zwischen den Jahren 2001 und 2004 zu Hause aufgenommen hat (erschienen 2006)
- Boneset – 2014
- Common Wealth – 2020

## Kooperationen
- The River – 2001 – mit Jeffrey Lewis
- Travel Light – 2001 – mit Jeffrey Lewis
- Finish Line – 2001 – mit Jeffrey Lewis
- So Not What I Wanted – mit Herman Düne
- To Live Like the Boys – mit Herman Düne
- Noah’s Ark – mit CocoRosie